# William C. Bruce
William C. Bruce (Charlotte megye, 1860. március 12. – Ruxton-Riderwood, 1946. május 9.) az Amerikai Egyesült Államok szenátora (Maryland, 1923–1929).